# SWEET BRIDGE
『SWEET BRIDGE』（スウィート・ブリッジ）は、日本の歌手Soweluの2枚目のオリジナル・アルバム。2005年1月7日発売。発売元はDefSTAR RECORDS。

## 解説
- CMにはヒロシが出演。

## 収録曲
1. Do You Remember That? (4:05)
作詞：michico／作曲・編曲：T.Kura
PV監督は内野政明
2. I Will (4:10)
作詞：藤林聖子／作曲：十川ともじ、鈴木哲彦／編曲：原田卓也
PV監督はAT
3. No Limit (4:34)
作詞：西尾佐栄子／作曲・編曲：春川仁志
PV監督は井上哲央
4. Last Forever (4:33) 
作詞：白木裕子／作曲：Kakeru Hibiki／編曲：OCTOPUSSY
PV監督はAT
5. He is not for me (4:12) 
作詞：michico／作曲・編曲：T.Kura
6. Shower (4:45)
作詞：藤林聖子／作曲：Yasuhiro Abe／編曲：春川仁志
7. Glisten(3:43)
作詞：Adya／作曲：solaya／編曲：村山晋一郎
PV監督は末田健
8. cloudy (4:09)
作詞：白木裕子／作曲：shinya／編曲：K-Muto
9. Joy (3:13)
作詞：Yuko Ebine／作曲：TANATONOTE／編曲：松浦晃久
10. secret candle light (4:19)
作詞：藤林聖子／作曲：MOOL & YUGI／編曲：URU
11. The Rose (3:57)
作詞・作曲：アマンダ・マクブルーム
ベット・ミドラーのカバー
12. 暁ニ想フ feat.Sowelu (3:58) 
作詞：Miss Monday & Sowelu、作曲：OCTOPUSSY／編曲：HIEDA
13. You are my everything (5:11)
作詞：白木裕子／作曲：川口大輔／編曲：川口大輔、YANAGIMAN

## タイアップ
| 楽曲         | タイアップ                                              |
| ------------ | ------------------------------------------------------- |
| Glisten      | メナード化粧品「秋ベースメイク 光のキューブ篇」CMソング |
| No Limit     | 日本テレビ系「汐留スタイル!」Stylish Play #041          |
| I Will       | 毎日放送・TBS系アニメ「鋼の錬金術師」エンディングテーマ |
| Last Forever | 日本テレビ系ドラマ「ナースマンがゆく」挿入歌            |
| The Rose     | ネスレ日本「ネスカフェ プレジデント」CMソング           |